# Ілюзія прозорості
Ілюзія прозорості — одне з когнітивних упереджень, що виражається в тенденції людей переоцінювати здатність інших розуміти їх і свою здатність розуміти інших. Люди часто хочуть приховати свої внутрішні переживання, наприклад, нервозність перед виступом чи огиду до запропонованої їжі. Однак люди недооцінюють свою здатність приховувати переживання, тому що не можуть повністю абстрагуватися від своїх знань про себе, тому людині здається, що іншим видно його переживання краще, ніж є насправді.

## Дослідження
Феномен був добре вивчений дослідниками у низці експериментів. В експерименті, проведеному в 1998 році, піддослідним було запропоновано збрехати і потім оцінити, наскільки добре вони це зробили. Досліджувані переоцінювали здатність спостерігачів розпізнати їхню брехню, їм також здавалося, що вони видали важливу інформацію, за якою можна було зрозуміти, що це брехня.

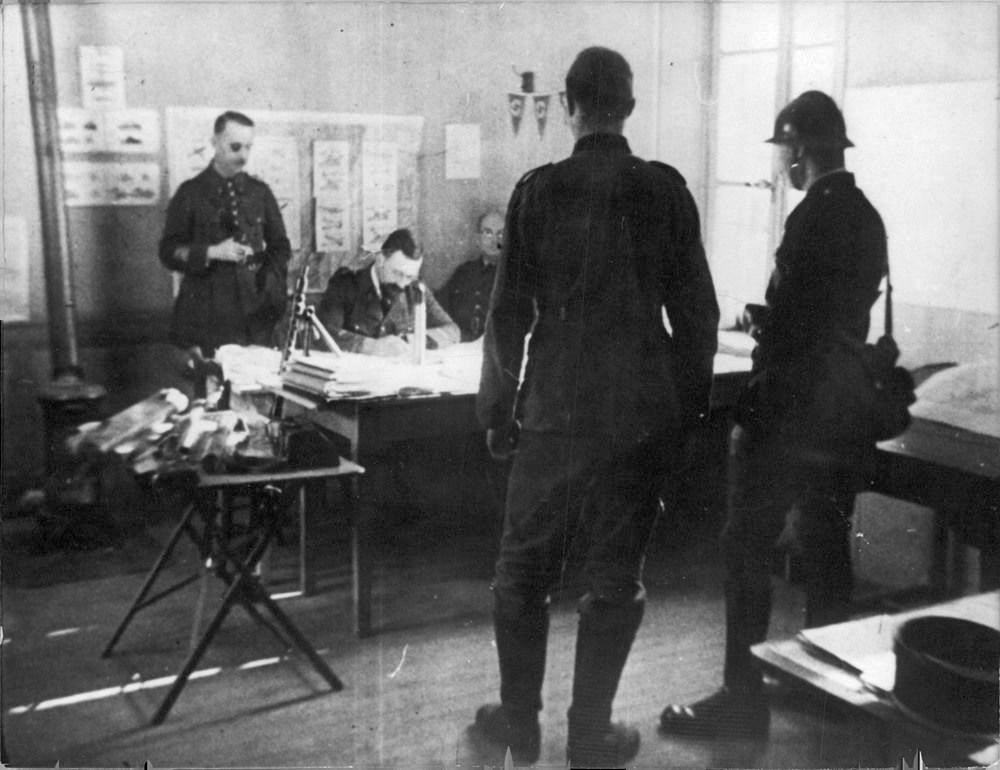
Допит в поліції

В іншому дослідженні групі піддослідних давали скуштувати п'ять напоїв, один з яких був гірким; при цьому вони мали приховувати відразу від людей, які спостерігали за дегустацією. Після чого піддослідних просили оцінити, скільки з десяти спостерігачів зможуть розпізнати, який із напоїв був гірким. І тут випробуваним також здавалося, що спостерігачі краще визначали, приховують вони огиду чи ні. Подібні експерименти також проводилися у низці інших ситуацій: під час переговорів та поліцейських допитів. У всіх випадках випробувані переоцінювали здатність спостерігача визначати їх внутрішні переживання.

## Виступи на публіку

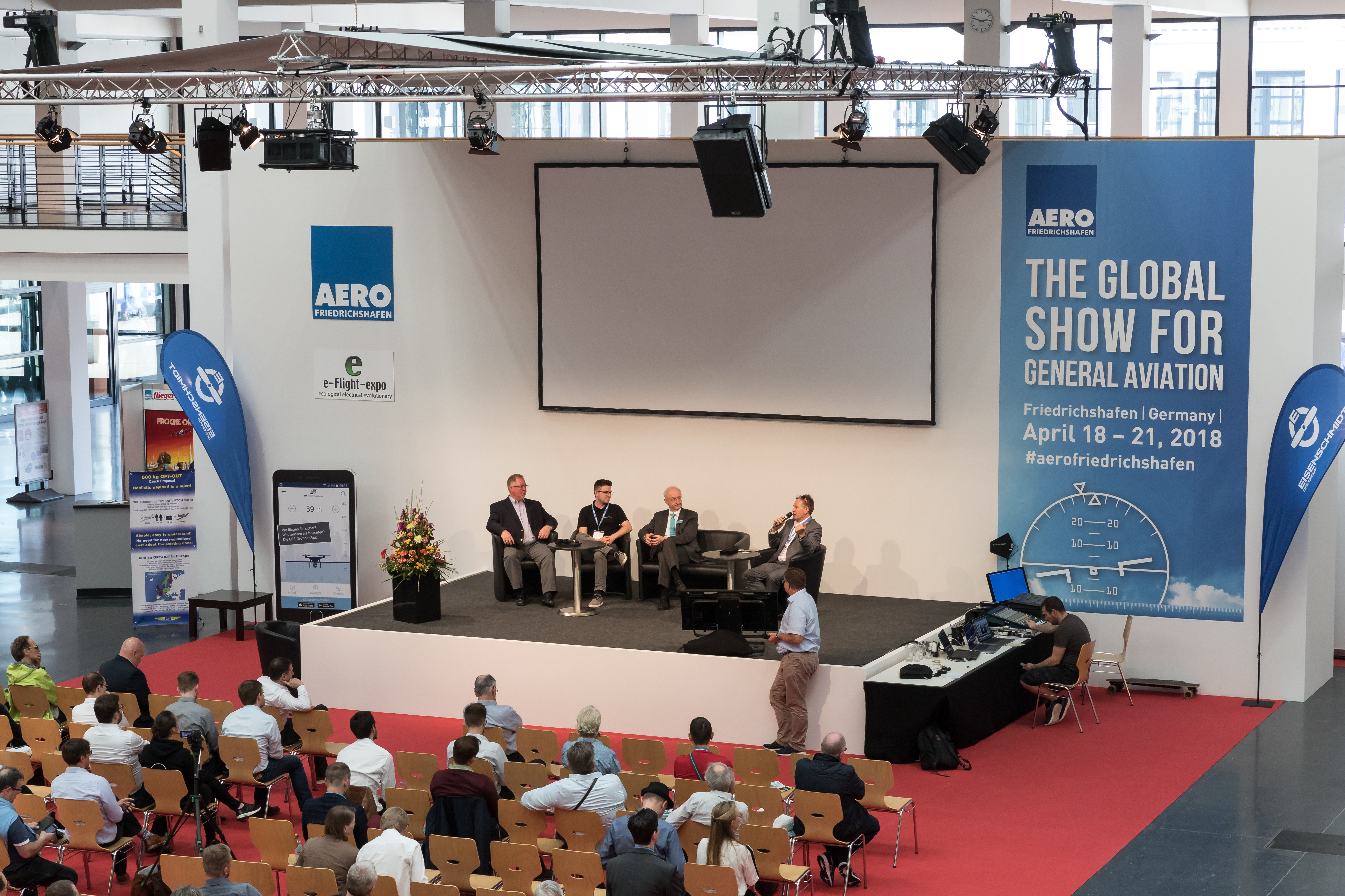
Виступ на публіці

Ілюзія прозорості проявляється також під час публічних виступів. Людині здається, що коли вона нервується, то це помітно іншим сильніше, ніж є насправді, що веде до того, що людина нервує ще сильніше. У дослідженні 2002 року 117 студентів університету Корнеллі були поділені на 4 групи: перша група була публікою, другим прочитали невелику лекцію про дослідження психологами феномену ілюзії прозорості, третім прочитали невелику псевдолекцію про те, що психологи рекомендують не хвилюватися, четвертій не читали лекцій. У результаті друга група отримала в середньому вищі оцінки публіки за свої виступи, ніж усі інші.

## Ілюзія прозорості: чому вас не розуміють
Існує когнітивне упередження «знання заднім числом». Воно проявляється так: люди, які знають, чим закінчилася ситуація, вірять, що результат можна було легко передбачити заздалегідь. Коли ми знаємо результат, переосмислюємо ситуацію з урахуванням цього результату. Навіть якщо ми знаємо про це упередження, ми не можемо сприймати ситуацію так, як її сприймає людина, яка не знає того, що ми знаємо.
Із цим тісно пов'язана ілюзія прозорості: ми завжди знаємо, що означають наші слова, і очікуємо, що решта теж це знає. Ми правильно розуміємо сенс, читаючи написане нами, маючи знання про те, що ми дійсно мали на увазі. Цим змістом складно поділитися з кимось, хто керуватиметься лише словами.

## Людські думки і переживання
Ми надто занурені у власні переживання. Інші люди не знають, що відбувається у нас у голові. І хоча розумом ми все розуміємо, це забувається, коли ми намагаємося уявити їхню реакцію. Ми усвідомлюємо власні почуття і думаємо, що вони помітні за нашою особою, жестами та іншими ознаками — що ми «прозорі» для оточуючих. І в цьому винен наш егоцентричний погляд на світ.

## Ефект прожектора
Нам складно вийти за рамки свого сприйняття та подивитися на все з чужого погляду.
Із такою ілюзією тісно пов'язане ще одне когнітивне упередження — ефект прожектора. Тільки він зачіпає не думки та почуття, а вчинки та зовнішність. Через нього нам здається, що всі звертають увагу на те, як ми виглядаємо та що робимо. Причина цього упередження така сама, як і в ілюзії прозорості: ми настільки поглинені своїм станом, що важко уявляємо, як це інші про нього не думають.
Звідси і сама назва “ефект прожектора” – тобто, переконання людини в тому, що увага соціуму пильно прикута до неї, і немов прожектором виділяє її серед решти інших. 

## Ефект спостерігача
Томас Гілович, Кеннет Савицький і вважають, що це явище частково є причиною ефекту спостерігача. Вони виявили, що занепокоєння або тривога не були такими очевидними для спостерігачів, як думали люди, які їх відчували, і що люди вважали, що зможуть краще розуміти вирази осіб інших людей, ніж насправді.
Коли стикаються з потенційною надзвичайною ситуацією, люди зазвичай грайте холоднокровно, приймайте байдужий вигляд і стежте за реакцією інших, щоб визначити, чи криза дійсно наближається. Зрештою, ніхто не хоче надто гостро реагувати, навіть якщо це не справжня надзвичайна ситуація. Однак, оскільки кожен стримується, виглядає безтурботно і стежить за реакцією інших, іноді кожен приходить до висновку (можливо помилково), що ситуація не є надзвичайною і, отже, не вимагає втручання.— Томас Гілович, Кеннет Савицький та Вікторія Хустед Медвець, Журнал особистої та соціальної психології, Vol. 75, No. 2

## Протидія
Намагайтеся відгородитися від свого сприйняття, щоб вам не заважало егоцентричне спотворення. Подумайте про себе у третій особі, подивіться на себе чужими очима. І ви зрозумієте, що ваше хвилювання не так уже й очевидне.
Якщо ви підходите до симпатичної вам людини або збираєтеся виступити перед публікою, нагадайте собі про ілюзію прозорості. Емоції, що вас обурюють, зовсім не такі помітні, як вам здається — це когнітивне спотворення посилює тривогу. І знання про нього допоможе заспокоїтись.

## Що сприяє непорозумінню?
Щоб не видати зайвого, кожен починає стримуватись, а в результаті виникають непорозуміння. В особистому спілкуванні ми часто ображаємося, що наші бажання не вгадали. Наприклад, вирішуючи, чи починати романтичні стосунки, чи вибираючи, де б разом повечеряти. Ми забуваємо, що інша людина просто не здогадується про те, чого ми хочемо, за нашими натяками.

## Чому так відбувається?
Швидше за все тому, що ми самі надто багато знаємо про себе. І тому думаємо, що наші знання очевидні і для зовнішнього спостерігача. Втім, ілюзія прозорості працює і у зворотний бік: ми переоцінюємо і свою здатність розпізнавати брехню інших людей.